# Atoni

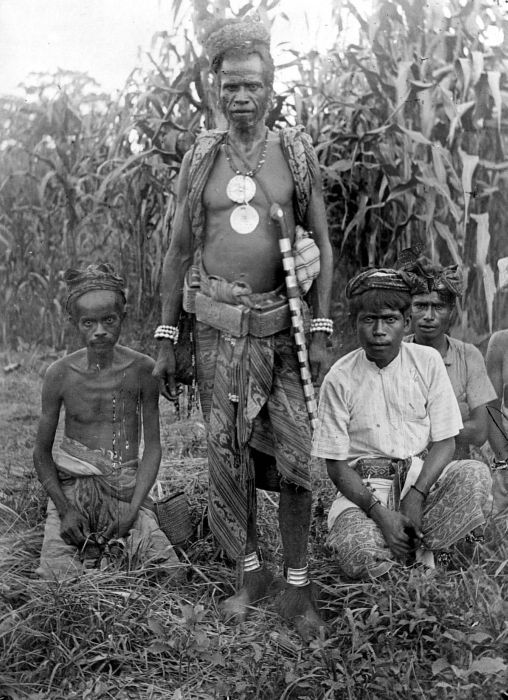
De meo voorvechter en priester van Oekabiti in oorlogskostuum met andere atoni's.

De Atoni (ook bekend als Atoin Meto of Dawan) is een etnische groepering op Timor, in West-Timor en de Oost-Timorese enclave Oecussi-Ambeno. Er zijn circa 600.000 Atoni.
Volgens de etnograaf Clark E. Cunningham is hun cultuur bijzonder om haar ruimtelijke symboliek die geassocieerd is met dichotomie van geslacht. Iedere belangrijke richting is geassocieerd met een geslacht, evenals de verschillende delen van een huis.  Sekse en geslacht komen niet noodzakelijkerwijs overeen. Zo wordt een belangrijke functie een "vrouw-man" genoemd. Deze is altijd een man, maar houdt zich bezig met typisch vrouwelijke taken.
De taal van de Atoni behoort tot de Timorese tak van de Centraal-Oost Maleis-Polynesische talen familie. Om politieke redenen wordt de taal nu als twee talen beschouwd: het Uab Meto in Indonesisch West-Timor en het Baikenu in Oost-Timor. Baikenu gebruikt woorden uit het Portugees in plaats van uit het Indonesisch.